# Stammbaum (Gruppentheorie)
In der algorithmischen Gruppentheorie versteht man unter einem Stammbaum einen gerichteten Baum zur Modellierung von sogenannten Vorgänger-Nachfolger-Relationen zwischen Isomorphieklassen endlicher p-Gruppen. Letztere sind endliche Gruppen mit einer Primzahlpotenz {\displaystyle p^{n}} als Ordnung. Die Basis {\displaystyle p} ist dabei eine feste Primzahl und der Exponent {\displaystyle n} ist eine positive ganze Zahl. Die Knoten (auch Ecken oder Vertices genannt) des Stammbaums sind Isomorphieklassen endlicher {\displaystyle p}-Gruppen. Die Kanten des Baums verbinden genau jene Paare von Knoten, die in der Vorgänger-Nachfolger-Beziehung stehen.
Eine endliche {\displaystyle p}-Gruppe besitzt neben der Ordnung zwei weitere Invarianten, die Nilpotenzklasse (kurz Klasse) {\displaystyle c} und die Koklasse {\displaystyle r=n-c}. Es stellte sich heraus, dass gewisse Klassen von Stammbäumen, die sogenannten bereinigten oder gestutzten Koklassen-Bäume, deren unendlich viele Vertices eine gemeinsame Koklasse {\displaystyle r} besitzen, ein sich periodisch wiederholendes endliches Muster aufweisen. Diese zwei entscheidenden Eigenschaften der Endlichkeit und Periodizität, die von M. du Sautoy und unabhängig von B. Eick und C. R. Leedham-Green bewiesen wurden, gestatten eine Charakterisierung sämtlicher Mitglieder des Baumes durch endlich viele parametrisierte Präsentationen. Folglich spielen Stammbäume eine fundamentale Rolle in der Klassifikation endlicher {\displaystyle p}-Gruppen.
Mit Hilfe der Kerne und Ziele der Artinschen Verlagerungs-Homomorphismen können Stammbäume mit zusätzlicher Struktur ausgestattet werden, die neulich zu unerwarteten Erfolgen bei arithmetischen Anwendungen in der Klassenkörpertheorie führte, insbesondere bei der Bestimmung der exakten Länge von Klassenkörpertürmen.
Ein Stammbaum {\displaystyle {\mathcal {T}}(W)} kann mit Hilfe des {\displaystyle p}-Gruppen-Erzeugungs-Algorithmus (pGEA) konstruiert werden, ausgehend von einer vorgegebenen Anfangsgruppe, die als Wurzel {\displaystyle W} des Baums angenommen wird. Der pGEA ist ein rekursiver Prozess für die Lösung dieses Problems der Konstruktion des Stammbaums einer gegebenen endlichen {\displaystyle p}-Gruppe, welche die Wurzel des Baums bildet. Dieser Algorithmus ist im Softwarepaket ANUPQ (Australian National University P-Quotient) der Computer-Algebra-Systeme GAP (Groups-Algorithms-Programming) und Magma implementiert.

## Definitionen und Terminologie
Wir definieren eine Baumstruktur und starten mit einer endlichen {\displaystyle p}-Gruppe {\displaystyle G}.

### Vorgänger und Nachfolger

#### Vorgänger
Es gibt mehrere unterschiedliche Definitionen des (unmittelbaren) Vorgängers {\displaystyle \pi (G)} einer endlichen {\displaystyle p}-Gruppe {\displaystyle G}. Das gemeinsame Prinzip ist die Bildung des Quotienten {\displaystyle \pi (G)=G/N} von {\displaystyle G} nach einem geeigneten Normalteiler {\displaystyle N\triangleleft G}, für den es die folgenden Möglichkeiten gibt:
V
1. das Zentrum {\displaystyle N=\zeta _{1}(G)} von {\displaystyle G}, in welchem Fall {\displaystyle \pi (G)=G/\zeta _{1}(G)} der Zentralquotient von {\displaystyle G} genannt wird (V1),
2. der letzte nicht-triviale Term {\displaystyle N=\gamma _{c}(G)} der absteigenden Zentralreihe von {\displaystyle G}, wobei {\displaystyle c} die Nilpotenzklasse von {\displaystyle G} bezeichnet (V2),
3. der letzte nicht-triviale Term {\displaystyle N=P_{c-1}(G)} der unteren Exponent-p-Zentralreihe von {\displaystyle G}, wobei {\displaystyle c} die Exponent-p-Klasse von {\displaystyle G} bedeutet (V3),
4. der letzte nicht-triviale Term {\displaystyle N=G^{(d-1)}} der abgeleiteten Reihe von {\displaystyle G}, wobei {\displaystyle d} die abgeleitete Länge von {\displaystyle G} bezeichnet (V4).

#### Nachfolger
In jedem dieser Fälle heißt {\displaystyle G} ein unmittelbarer Nachfolger von {\displaystyle \pi (G)} und eine gerichtete Kante des Baums wird erklärt entweder als {\displaystyle G\to \pi (G)} in Richtung der kanonischen Projektion {\displaystyle \pi :G\to \pi (G)} auf den Quotienten {\displaystyle \pi (G)=G/N} oder als {\displaystyle \pi (G)\to G} in der entgegengesetzten Richtung, die für Stammbäume geläufiger ist.
Die erstere Konvention (sogenannter In-Tree) wird verwendet von C. R. Leedham-Green und M. F. Newman,
von M. du Sautoy und D. Segal,
von C. R. Leedham-Green und S. McKay,
sowie von B. Eick, C. R. Leedham-Green, M. F. Newman und E. A. O'Brien.
Die letztere Definition (sogenannter Out-Tree) findet man bei M. F. Newman, bei M. F. Newman und E. A. O'Brien,
bei M. du Sautoy,
sowie bei B. Eick und C. R. Leedham-Green.
Im Folgenden wird die Richtung der kanonischen Projektionen für alle Kanten gewählt, sodass Stammbäume als gewurzelte In-Trees erscheinen. Dann ist ein Vertex {\displaystyle R}, in Verallgemeinerung des unmittelbaren Nachfolgers, ein Nachfolger eines Vertex {\displaystyle P}, und {\displaystyle P} ist ein Vorgänger von {\displaystyle R}, wenn entweder {\displaystyle R} mit {\displaystyle P} übereinstimmt oder wenn es einen Pfad gibt,
{\displaystyle (1)\qquad R=Q_{0}\to Q_{1}\to \cdots \to Q_{m-1}\to Q_{m}=P}, wobei {\displaystyle m\geq 1},
bestehend aus gerichteten Kanten von {\displaystyle R} bis zu {\displaystyle P}. Die den Pfad bildenden Vertices fallen notwendigerweise zusammen mit den iterierten Vorgängern {\displaystyle Q_{j}=\pi ^{j}(R)} von {\displaystyle R}, mit {\displaystyle 0\leq j\leq m}:
{\displaystyle (2)\qquad R=\pi ^{0}(R)\to \pi ^{1}(R)\to \cdots \to \pi ^{m-1}(R)\to \pi ^{m}(R)=P}, wobei {\displaystyle m\geq 1}.

### Erläuterungen

#### Definition V2
Im einen wichtigen Spezialfall (V2) von Vorgängern, die als Quotienten nach der letzten nicht-trivialen unteren Zentrale definiert sind, können die Vertices des Pfades auch aufgefasst werden als sukzessive Quotienten {\displaystyle R/\gamma _{c+1-j}(R)} der Klasse {\displaystyle c-j} von {\displaystyle R}, falls die Nilpotenzklasse von {\displaystyle R} durch {\displaystyle c\geq m} gegeben ist:
{\displaystyle (3a)\qquad R\simeq R/\gamma _{c+1}(R)\to R/\gamma _{c}(R)\to \cdots \to R/\gamma _{c+2-m}(R)\to R/\gamma _{c+1-m}(R)\simeq P}, mit {\displaystyle c\geq m\geq 1}.

#### Definition V3
Im anderen wichtigen Spezialfall (V3) von Vorgängern, die als Quotienten nach der letzten nicht-trivialen unteren Exponent-p Zentrale definiert sind, können die Vertices des Pfades auch aufgefasst werden als sukzessive Quotienten {\displaystyle R/P_{c-j}(R)} der p-Klasse {\displaystyle c-j} von {\displaystyle R}, falls die p-Klasse von {\displaystyle R} durch {\displaystyle c\geq m} gegeben ist:
{\displaystyle (3b)\qquad R\simeq R/P_{c}(R)\to R/P_{c-1}(R)\to \cdots \to R/P_{c+1-m}(R)\to R/P_{c-m}(R)\simeq P}, mit {\displaystyle c\geq m\geq 1}.

#### Stammbaum
Allgemein ist der Stammbaum {\displaystyle {\mathcal {T}}(G)} eines Vertex {\displaystyle G} der Teilbaum aller Nachfolger von {\displaystyle G}, beginnend an der Wurzel {\displaystyle G}. Der maximal mögliche Stammbaum {\displaystyle {\mathcal {T}}(1)} der trivialen Gruppe {\displaystyle 1} enthält alle endlichen {\displaystyle p}-Gruppen und ist sehr exzeptionell, weil die triviale Gruppe {\displaystyle 1} für jede Vorgänger-Definition (V1–V4) unendlich viele abelsche {\displaystyle p}-Gruppen als unmittelbare Nachfolger hat. Dabei ist aber zu beachten, dass die triviale Gruppe nur eine entartete {\displaystyle p}-Gruppe für jede beliebige Primzahl {\displaystyle p} ist.
Der Übergang von einem Vorgänger zu seinen Nachfolgern wird auch Propagation genannt. Äquivalente Sprechweisen dafür, dass {\displaystyle G} Nachfolger von {\displaystyle \pi (G)} ist, sind: {\displaystyle G} stammt von {\displaystyle \pi (G)} ab, {\displaystyle \pi (G)} gibt Anlass zu {\displaystyle G} und {\displaystyle \pi (G)} propagiert zu {\displaystyle G}.

#### Weiteres zu V1–V4
Die Vorgänger-Definitionen (V2) und (V3) haben den Vorteil, dass jede nicht-triviale endliche {\displaystyle p}-Gruppe (mit durch {\displaystyle p} teilbarer Ordnung) nur endlich viele unmittelbare Nachfolger besitzt. Bei Verwendung der Definition (V1) des Vorgängers als Zentralquotient {\displaystyle \pi (G)=G/\zeta _{1}(G)} kann es vorkommen, dass unendlich viele {\displaystyle p}-Gruppen denselben Vorgänger haben. Für jede ungerade Primzahl {\displaystyle p\geq 3} besitzen beispielsweise die Gruppen {\displaystyle G} aller abzählbar unendlich vielen Zweige der Isoklinieklassen {\displaystyle \Phi _{3}} und {\displaystyle \Phi _{6}} von P. Hall dieselbe Gruppe {\displaystyle G_{0}^{3}(0,0)} maximaler Klasse als Zentralquotienten {\displaystyle G/\zeta _{1}(G)}. Auch die Definition (V4) des Vorgängers als Quotient {\displaystyle \pi (G)=G/G^{(d-1)}} nach der letzten nicht-trivialen abgeleiteten Untergruppe hat denselben Nachteil. Beispielsweise ist jede nicht-zyklische abelsche {\displaystyle p}-Gruppe Kommutator-Quotient {\displaystyle G/G^{(1)}} und somit Vorgänger {\displaystyle \pi (G)} von unendlich vielen metabelschen {\displaystyle p}-Gruppen {\displaystyle G}, die ja die abgeleitete Länge {\displaystyle d=2} haben.
Die Definition (V2) des Vorgängers als Quotient {\displaystyle \pi (G)=G/\gamma _{c}(G)} nach der letzten nicht-trivialen unteren Zentrale hat den Vorteil, dass der Vorgänger {\displaystyle \pi (G)} einer nicht-abelschen {\displaystyle p}-Gruppe {\displaystyle G} nicht nur denselben Erzeugenden-Rang {\displaystyle d_{1}}, sondern sogar denselben Kommutator-Quotienten, also dieselbe Abelisierung, besitzt wie {\displaystyle G}:

Abbildung 0: Arten der Propagation.

{\displaystyle (3c)\qquad \pi (G)/\gamma _{2}(\pi (G))=(G/\gamma _{c}(G))/(\gamma _{2}(G)/\gamma _{c}(G))\simeq G/\gamma _{2}(G)},
weil {\displaystyle \gamma _{c}(G)\leq \gamma _{2}(G)} für {\displaystyle c\geq 2}.
Warnung.
Im Hinblick auf den {\displaystyle p}-Gruppen-Erzeugungs-Algorithmus, der die Definition (V3) des Vorgängers als Quotient {\displaystyle \pi (G)=G/P_{c-1}(G)} nach der letzten nicht-trivialen unteren p-Zentrale verwendet, muss darauf hingewiesen werden, dass zwar {\displaystyle \pi (G)=G/P_{c-1}(G)} nach dem Basissatz von Burnside denselben Erzeugenden-Rang {\displaystyle d_{1}} besitzt wie {\displaystyle G}, aufgrund der Invarianz des Frattini-Quotienten, also der Elementar-Abelisierung:
{\displaystyle (3d)\qquad \pi (G)/\Phi (\pi (G))=\pi (G)/P_{1}(\pi (G))=(G/P_{c-1}(G))/(P_{1}(G)/P_{c-1}(G))\simeq G/P_{1}(G)=G/\Phi (G)},
weil {\displaystyle P_{c-1}(G)\leq P_{1}(G)} für {\displaystyle c\geq 2}, dass aber {\displaystyle \pi (G)=G/P_{c-1}(G)} eine andere Abelisierung aufweisen kann als {\displaystyle G}, wenn nicht {\displaystyle P_{c-1}(G)\leq \gamma _{2}(G)}.
Man spricht dann von exogenetischer Propagation, bei Invarianz der Abelisierung hingegen von endogenetischer Propagation. Diese Arten der Propagation werden in Abbildung 0 durch Nachkommen mit drei verschiedenen Schrittweiten {\displaystyle s} veranschaulicht, wobei als Wurzel die elementar-bizyklische {\displaystyle p}-Gruppe mit einer beliebigen Primzahl {\displaystyle p} dient.

## Pro-p-Gruppen und Koklassen-Bäume
Für ein solides Verständnis von Koklassen-Bäumen als spezielle und besonders bedeutende Instanz von Stammbäumen, ist es erforderlich, einige Tatsachen in Bezug auf unendliche topologische pro-{\displaystyle p}-Gruppen zusammenzufassen. Die Terme {\displaystyle \gamma _{j}(S)}, mit {\displaystyle j\geq 1}, der unteren Zentralreihe einer pro-{\displaystyle p} Gruppe {\displaystyle S} sind abgeschlossene (und offene) Untergruppen mit endlichem Index. Daher sind die entsprechenden Quotienten {\displaystyle S/\gamma _{j}(S)} endliche {\displaystyle p}-Gruppen. Man sagt, die pro-{\displaystyle p}-Gruppe {\displaystyle S} sei von der Koklasse {\displaystyle \mathrm {cc} (S)=r}, wenn der Grenzwert {\displaystyle r=\lim _{j\to \infty }\,\mathrm {cc} (S/\gamma _{j}(S))} der Koklasse der sukzessiven Quotienten existiert und endlich ist. Eine unendliche pro-{\displaystyle p}-Gruppe {\displaystyle S} der Koklasse {\displaystyle r} ist eine {\displaystyle p}-adische prä-Raumgruppe, weil sie einen Normalteiler {\displaystyle T} enthält, die Translationsgruppe, der als freier Modul über dem Ring {\displaystyle \mathbb {Z} _{p}} der {\displaystyle p}-adischen ganzen Zahlen einen eindeutig bestimmten Rang {\displaystyle d} besitzt, die Dimension, sodass der Quotient {\displaystyle P=S/T} eine endliche {\displaystyle p}-Gruppe ist, die Punktgruppe, welche auf {\displaystyle T} uniseriell operiert. Die Dimension ist gegeben durch
{\displaystyle (4)\qquad d=(p-1)p^{s}}, mit einer gewissen ganzen Zahl {\displaystyle 0\leq s<r}.
Ein zentrales Endlichkeits-Ergebnis für unendliche pro-{\displaystyle p}-Gruppen der Koklasse {\displaystyle r} ist enthalten im sogenannten Theorem D, einem der fünf Koklassen-Theoreme die im Jahr 1994 unabhängig bewiesen wurden von A. Shalev
und von C. R. Leedham-Green,
und die bereits im Jahr 1980 von C. R. Leedham-Green und M. F. Newman vermutet worden waren. Theorem D garantiert, dass es nur endlich viele Isomorphieklassen unendlicher pro-{\displaystyle p}-Gruppen der Koklasse {\displaystyle r} gibt, für jede feste Primzahl {\displaystyle p} und jede feste nicht-negative ganze Zahl {\displaystyle r}. Als Konsequenz existiert zu jeder unendlichen pro-{\displaystyle p}-Gruppe {\displaystyle S} der Koklasse {\displaystyle r} eine kleinste ganze Zahl {\displaystyle i\geq 1}, sodass die folgenden drei Bedingungen für jede ganze Zahl {\displaystyle j\geq i} erfüllt werden.
S
1. die Koklasse des unteren Zentralquotienten hat den festen Wert {\displaystyle \mathrm {cc} (S/\gamma _{j}(S))=r} (S1),
2. {\displaystyle S/\gamma _{j}(S)} ist nicht unterer Zentralquotient einer anderen unendlichen pro-{\displaystyle p}-Gruppe der Koklasse {\displaystyle r}, die nicht isomorph zu {\displaystyle S} ist (S2),
3. der Faktor {\displaystyle \gamma _{j}/\gamma _{j+1}(S)} ist zyklisch von der Ordnung {\displaystyle p} (S3).

The Stammbaum {\displaystyle {\mathcal {T}}(W)}, bezüglich der Vorgänger-Definition (V2), der Wurzel {\displaystyle W=S/\gamma _{i}(S)} mit minimalem {\displaystyle i} heißt der Koklassen-Baum {\displaystyle {\mathcal {T}}(S)} von {\displaystyle S} und sein eindeutig bestimmter maximaler unendlicher (umgekehrt-orientierter) Pfad
{\displaystyle (5)\qquad R=S/\gamma _{i}(S)\leftarrow S/\gamma _{i+1}(S)\leftarrow S/\gamma _{i+2}(S)\leftarrow \cdots }
wird als Hauptlinie (oder Stamm) des Baumes bezeichnet.

Abbildung 1: Ein abstrakter Stammbaum.

## Baum-Diagramm
In Diagrammen zur Visualisierung endlicher Teile von Stammbäumen verwendet man eine Terminologie, die in Abbildung 1 mit Hilfe eines abstrakten Baums erklärt wird. Auf der linken Seite bestimmt ein Niveau das grundlegende Top-Down-Design eines Stammbaums. In konkreten Bäumen, etwa in Abbildung 3, wird das Niveau üblicherweise ersetzt durch eine Skala von Ordnungen, die von Kopf bis Fuß zunehmen. Ein Vertex ist erweiterbar, wenn er zumindest einen unmittelbaren Nachfolger besitzt, anderenfalls ist er terminal (oder ein Blatt). Vertices mit einem gemeinsamen Vorgänger heißen Geschwister.

Abbildung 2: Ein gestutzter abstrakter Koklassen-Baum.

Ist der Stammbaum ein Koklassen-Baum {\displaystyle {\mathcal {T}}^{r}(W)} mit fester Koklasse {\displaystyle r} Wurzel {\displaystyle W=R_{0}} und mit Hauptlinie {\displaystyle (R_{n})_{n\geq 0}}, deren Vertices dem Niveau {\displaystyle n} entsprechend etikettiert sind, dann heißt der endliche Teilbaum, der als Differenz
{\displaystyle (6)\qquad {\mathcal {B}}(n)={\mathcal {T}}(R_{n})\setminus {\mathcal {T}}(R_{n+1})}
definiert ist, der {\displaystyle n}-te Zweig des Baums (Branch) oder auch der Zweig {\displaystyle {\mathcal {B}}(R_{n})} mit Wurzel {\displaystyle R_{n}}, für jedes {\displaystyle n\geq 0}. Die Tiefe eines Zweigs ist die maximale Länge der Pfade, die seine Vertices mit seiner Wurzel verbinden. Abbildung 2 zeigt einen abstrakten Koklassen-Baum, dessen Zweige {\displaystyle {\mathcal {B}}(e)} und {\displaystyle {\mathcal {B}}(e+1)} vorperiodische Unregelmäßigkeiten aufweisen. Alle seine Zweige haben die Tiefe {\displaystyle 2}. Die Zweige {\displaystyle {\mathcal {B}}(e+2)\simeq {\mathcal {B}}(e+4)} und {\displaystyle {\mathcal {B}}(e+3)\simeq {\mathcal {B}}(e+5)} sind paarweise isomorph als Graphen, weil die Periodizität (mit Länge {\displaystyle 2}) beim dritten Vertex der Hauptlinie, der periodischen Wurzel {\displaystyle P=R_{2}}, einsetzt. Das Niveau der Ordnungen wird durch Verwendung eines Exponenten {\displaystyle e} variabel belassen.
Wenn alle Vertices mit einer Tiefe oberhalb einer vorgegebenen ganzen Zahl {\displaystyle k\geq 0} aus dem Zweig {\displaystyle {\mathcal {B}}(n)} entfernt werden, dann erhält man den auf die Tiefe {\displaystyle k} gestutzten Zweig {\displaystyle {\mathcal {B}}_{k}(n)}.Dementsprechend besteht der auf die Tiefe {\displaystyle k} gestutzte Koklassen-Baum {\displaystyle {\mathcal {T}}_{k}(W)}, beziehungsweise the vollständige Koklassen-Baum {\displaystyle {\mathcal {T}}(W)}, aus der unendlichen Folge seiner gestutzten Zweige {\displaystyle ({\mathcal {B}}_{k}(n))_{n\geq 0}}, beziehungsweise (vollen) Zweige {\displaystyle ({\mathcal {B}}(n))_{n\geq 0}}, verbunden durch die Hauptlinie, deren Vertices {\displaystyle R_{n}} als unendlich erweiterbar bezeichnet werden. In der Abbildung 2 ist der auf die Tiefe {\displaystyle 1} gestutzte Koklassen-Baum {\displaystyle {\mathcal {T}}_{1}^{r}(W)} hervorgehoben.

## Virtuelle Periodizität
Die Periodizität der Zweige eines gestutzten Koklassen-Baums wurde bewiesen mit analytischen Methoden unter Verwendung von Kegel-Integralen und Zeta-Funktionen von Gruppen durch M. du Sautoy, und mit algebraischen Techniken mittels Kohomologiegruppen durch B. Eick und C. R. Leedham-Green. Die ersteren Methoden gestatten die qualitative Einsicht in die ultimative virtuelle Periodizität, während die letzteren Techniken sogar die quantitative Struktur enthüllen.

### Theorem
Für jede unendliche pro-{\displaystyle p}-Gruppe {\displaystyle S} der Koklasse {\displaystyle r\geq 1} und Dimension {\displaystyle d}, und für jede vorgegebene Tiefe {\displaystyle k\geq 1}, gibt es eine effektive kleinste untere Schranke {\displaystyle f(k)\geq 1}, ab der die Periodizität der Länge {\displaystyle d} der gestutzten Zweige des Koklassen-Baums {\displaystyle {\mathcal {T}}(S)} einsetzt, das heißt, es existieren Graphen-Isomorphismen
{\displaystyle (7)\qquad {\mathcal {B}}_{k}(n+d)\simeq {\mathcal {B}}_{k}(n)} für alle {\displaystyle n\geq f(k)}.

### Beweis
Die Graphen-Isomorphismen der auf die Tiefe {\displaystyle k} gestutzten Zweige mit Wurzeln hinreichend großer Ordnung {\displaystyle n\geq f(k)} werden mit kohomologischen Methoden hergeleitet in Theorem 6, p. 277, und Theorem 9, p. 278, durch Eick und Leedham-Green. Die effektive untere Schranke {\displaystyle f(k)} für die Ordnungen der Zweigwurzeln wird nachgewiesen in Theorem 29, p. 287, des genannten Artikels.
(Ende des Beweises.)
Diese zentralen Resultate lassen sich anschaulich folgendermaßen formulieren: Betrachten wir einen Koklassen-Baum mit einem Paar von Scheuklappen und ignorieren wir eine endliche Anzahl vor-periodischer Zweige an der Spitze, dann werden wir ein sich wiederholendes endliches Muster sehen (ultimative Periodizität beim Abschneiden in fester Tiefe). Wenn wir jedoch immer breitere Scheuklappen verwenden, dann kann der vor-periodische Anfangsabschnitt immer länger werden (virtuelle Periodizität bei variabler Tiefe).
Der Vertex {\displaystyle P=R_{f(k)}} heißt die periodische Wurzel des gestutzten Koklassen-Baums, für einen festen Wert der Tiefe {\displaystyle k}. Siehe Abbildung 2.

## Multifurkation und Koklassen-Graphen
Es sei wieder angenommen, die Vorgänger endlicher {\displaystyle p}-Gruppen sind definiert als letzte nicht-triviale untere Zentralquotienten (V2). Für eine {\displaystyle p}-Gruppe {\displaystyle G} mit Koklasse {\displaystyle \mathrm {cc} (G)=r} unterscheidet man ihren (vollständigen) Stammbaum {\displaystyle {\mathcal {T}}(G)} und ihren Koklasse-{\displaystyle r} Stammbaum {\displaystyle {\mathcal {T}}^{r}(G)}. Letzterer ist der Teilbaum, welcher ausschließlich aus Nachfolgern mit Koklasse {\displaystyle r} besteht. Die Gruppe {\displaystyle G} heißt koklassen-stabil, wenn beide Bäume {\displaystyle {\mathcal {T}}(G)={\mathcal {T}}^{r}(G)} zusammenfallen, wenn es also keine Nachfolger von {\displaystyle G} mit größerer Koklasse als {\displaystyle r} gibt.
Im Fall der Vorgänger-Definition (V3) (bei der Definition (V2) im Allgemeinen nur für hinreichend große Ordnung)
erlaubt der nukleare Rang {\displaystyle \nu (G)} der Gruppe {\displaystyle G} in der Theorie des {\displaystyle p}-Gruppen-Erzeugungs-Algorithmus von M. F. Newman
und E. A. O'Brien
die folgenden drei Kriterien.
N
1. {\displaystyle G} ist terminal, und somit trivialerweise koklassen-stabil, genau dann, wenn {\displaystyle \nu (G)=0} (N1).
2. Falls {\displaystyle \nu (G)=1}, dann ist {\displaystyle G} erweiterbar, aber es bleibt zunächst unbekannt, ob {\displaystyle G} koklassen-stabil ist (N2).
3. Falls {\displaystyle \nu (G)=m\geq 2}, dann ist {\displaystyle G} erweiterbar und ganz offensichtlich nicht koklassen-stabil (N3).

Im letzten Fall ist eine präzisere Aussage möglich: Hat die Gruppe {\displaystyle G} die Koklasse {\displaystyle r} und den nuklearen Rang {\displaystyle \nu (G)=m\geq 2}, dann gibt sie Anlass zu einer {\displaystyle m}-fachen Multifurkation in einen regulären Koklasse-{\displaystyle r} Stammbaum {\displaystyle {\mathcal {T}}^{r}(G)} und {\displaystyle m-1} irreguläre Graphen {\displaystyle {\mathcal {T}}^{r+j}(G)} der Koklasse {\displaystyle r+j}, mit {\displaystyle 1\leq j\leq m-1}. Folglich ist der Stammbaum von {\displaystyle G} die disjunkte Vereinigung
{\displaystyle (8)\qquad {\mathcal {T}}(G)={\dot {\cup }}_{j=0}^{m-1}\,{\mathcal {T}}^{r+j}(G)}.
Multifurkation korreliert mit verschiedenen Ordnungen der letzten nicht-trivialen unteren Zentrale von unmittelbaren Nachfolgern. Da die Nilpotenzklasse beim Übergang von einem Vorgänger {\displaystyle P=Q/\gamma _{c}(Q)=\pi (Q)} zu jedem unmittelbaren Nachfolger {\displaystyle Q} exakt um eine Einheit zunimmt, {\displaystyle c=\mathrm {cl} (Q)=\mathrm {cl} (P)+1},
bleibt die Koklasse genau dann stabil, {\displaystyle r=\mathrm {cc} (Q)=\mathrm {cc} (P)}, wenn the letzte nicht-triviale untere Zentrale zyklisch von der Ordnung {\displaystyle \vert \gamma _{c}(Q)\vert =p} ist. Dann nimmt nämlich der Exponent der Ordnung ebenfalls exakt um eine Einheit zu, {\displaystyle \vert Q\vert =p\cdot \vert P\vert }.
In diesem Fall ist {\displaystyle Q} ein regulärer unmittelbarer Nachfolger mit gerichteter Kante {\displaystyle P\leftarrow Q} der Schrittweite {\displaystyle 1}, wie üblich. Die Koklasse nimmt jedoch um {\displaystyle m-1} zu, wenn {\displaystyle \vert \gamma _{c}(Q)\vert =p^{m}} eine höhere Ordnung mit {\displaystyle m\geq 2} besitzt. Dann ist {\displaystyle Q} ein irregulärer unmittelbarer Nachfolger mit gerichteter Kante {\displaystyle P\leftarrow Q} der Schrittweite {\displaystyle m}.
Wenn allen gerichteten Kanten die Bedingung der Schrittweite {\displaystyle s=1} auferlegt wird, dann zerfällt der maximale Stammbaum {\displaystyle {\mathcal {T}}(1)} der trivialen Gruppe {\displaystyle 1} in eine abzählbar unendliche disjunkte Vereinigung
{\displaystyle (9)\qquad {\mathcal {T}}(1)={\dot {\cup }}_{r=0}^{\infty }\,{\mathcal {G}}(p,r)}
von gerichteten Koklassen-Graphen {\displaystyle {\mathcal {G}}(p,r)}, die im Allgemeinen eher Wälder sind als Bäume. In breiterer Ausführlichkeit formuliert, implizieren die oben-erwähnten Koklassen-Theoreme, dass
{\displaystyle (10)\qquad {\mathcal {G}}(p,r)=\left({\dot {\cup }}_{i}\,{\mathcal {T}}^{r}(S_{i})\right){\dot {\cup }}{\mathcal {G}}_{0}(p,r)}
eine disjunkte Vereinigung ist, einerseits von endlich vielen Koklassen-Bäumen {\displaystyle {\mathcal {T}}^{r}(S_{i})} mit assoziierten paarweise nicht-isomorphen unendlichen pro-{\displaystyle p}-Gruppen {\displaystyle S_{i}} der Koklasse {\displaystyle r} (Theorem D) und andererseits von einem endlichen Teilgraphen {\displaystyle {\mathcal {G}}_{0}(p,r)} von sporadischen Gruppen, die außerhalb von jeglichen Koklassen-Bäumen liegen.

## Identifier
Die SmallGroups Library Identifier von beliebigen endlichen Gruppen, insbesondere auch von endlichen {\displaystyle p}-Gruppen, die in den folgenden konkreten Beispielen von Stammbäumen in der Gestalt
{\displaystyle \langle \ {\text{Ordnung}},\ {\text{Identifier}}\ \rangle }
angegeben werden, stammen von H. U. Besche, B. Eick and E. A. O'Brien.
Sind die Gruppen-Ordnungen längs einer Skala auf der linken Seite angeordnet, wie in den Abbildungen 3 und 4, dann werden die Identifier kurz in Winkel-Klammern notiert als
{\displaystyle \langle \ {\text{Identifier}}\ \rangle }.
Abhängig von der Primzahl {\displaystyle p} gibt es eine obere Schranke der Ordnung von Gruppen, für die ein SmallGroup Identifier existiert,
zum Beispiel {\displaystyle 512=2^{9}} für {\displaystyle p=2}, {\displaystyle 6561=3^{8}} für {\displaystyle p=3} und {\displaystyle 78125=5^{7}} für {\displaystyle p=5}.
Für Gruppen mit größeren Ordnungen wird eine Notation mit relativen Identifiern verwendet, welche die Nachfolger-Struktur imitiert.
Ein regulärer unmittelbarer Nachfolger, der durch eine Kante der Schrittweite {\displaystyle 1} mit seinem Vorgänger {\displaystyle P} verbunden ist, wird bezeichnet mit
{\displaystyle P-\#1;{\text{Counter}}},
und ein irregulärer unmittelbarer Nachfolger, von dem aus eine Kante der Schrittweite {\displaystyle s\geq 2} zu seinem Vorgänger {\displaystyle P} führt, wird notiert in der Gestalt
{\displaystyle P-\#s;{\text{Counter}}}.
Die Implementierungen des {\displaystyle p}-Gruppen Erzeugungs-Algorithmus in den Computational Algebra Systemen GAP (Groups, Algorithms, Programming) und Magma benützen diese relativen Identifier, die auf J. A. Ascione im Jahr 1979 zurückgehen.

## Konkrete Beispiele von Stammbäumen
In allen Beispielen bezieht sich die zugrundeliegende Vorgänger-Definition (P2) auf die gewöhnliche untere Zentralreihe. Gelegentliche Unterschiede zur Vorgänger-Definition (P3) in Bezug auf die untere Exponent-p Zentralreihe werden besonders hervorgehoben.

### Koklasse 0
Der Koklassen-Graph der endlichen {\displaystyle p}-Gruppen mit Koklasse {\displaystyle r=0} enthält keinerlei Koklassen-Bäume, sondern besteht ausschließlich aus sporadischen Gruppen,
{\displaystyle (11)\qquad {\mathcal {G}}(p,0)={\mathcal {G}}_{0}(p,0)},
nämlich aus der trivialen Gruppe {\displaystyle 1} und der zyklischen Gruppe {\displaystyle C_{p}} der Ordnung {\displaystyle p}, die in Bezug auf die Vorgänger-Definition (V2) terminal ist. (Sie ist jedoch erweiterbar bezüglich der Definition (V3) mit der unteren Exponent-p Zentralreihe und gibt Anlass zu der separaten exogenetischen Propagation sämtlicher zyklischen {\displaystyle p}-Gruppen {\displaystyle C_{p^{e}}} mit {\displaystyle e\geq 1}). Für {\displaystyle p=2} ist {\displaystyle \langle 2,1\rangle } der SmallGroup Identifier von {\displaystyle C_{p}}, für {\displaystyle p=3} ist er {\displaystyle \langle 3,1\rangle }.

Abbildung 3: Koklassen-Graph endlicher 2-Gruppen mit Koklasse 1

### Koklasse 1
Der Koklassen-Graph aller endlichen {\displaystyle p}-Gruppen der Koklasse {\displaystyle r=1}, die auch als Gruppen maximaler Klasse bezeichnet werden,
{\displaystyle (12)\qquad {\mathcal {G}}(p,1)={\mathcal {T}}^{1}(W){\dot {\cup }}{\mathcal {G}}_{0}(p,1)},
besteht aus einem einzigen Koklassen-Baum {\displaystyle {\mathcal {T}}^{1}(W)} mit Wurzel {\displaystyle W=C_{p}\times C_{p}}, der elementar abelschen {\displaystyle p}-Gruppe vom Rang {\displaystyle 2}, und einem einzelnen isolierten Vertex (einem terminalen Waisenkind ohne echten Vorgänger im selben Koklassen-Graphen, weil die gerichtete Kante zu der trivialen Gruppe {\displaystyle 1} die Schrittweite {\displaystyle s=2} besitzt), der zyklischen Gruppe {\displaystyle C_{p^{2}}} der Ordnung {\displaystyle p^{2}} in the sporadischen Teil {\displaystyle {\mathcal {G}}_{0}(p,1)}.
(Wie schon oben erwähnt, ist diese Gruppe jedoch erweiterbar in Bezug auf die untere Exponent-p Zentralreihe.) Der Baum {\displaystyle {\mathcal {T}}^{1}(W)={\mathcal {T}}^{1}(S_{1})} ist der Koklassen-Baum der eindeutig bestimmten unendlichen pro-p Gruppe {\displaystyle S_{1}} mit Koklasse {\displaystyle r=1}.
Für {\displaystyle p=2}, beziehungsweise {\displaystyle p=3}, ist der SmallGroup Identifier der Wurzel {\displaystyle W} definiert als {\displaystyle \langle 4,2\rangle }, beziehungsweise {\displaystyle \langle 9,2\rangle }. Ein Baumdiagramm des Koklassen-Graphen, beginnend mit Zweig {\displaystyle {\mathcal {B}}(2)} bis hinunter zum Zweig {\displaystyle {\mathcal {B}}(7)} (gezählt bezüglich des p-Logarithmus der Ordnung der Zweigwurzel), ist dargestellt in Abbildung 3, beziehungsweise Abbildung 4, wo alle Gruppen der Ordnung zumindest {\displaystyle p^{3}} metabelsch sind, also nicht-abelsch mit auflösbarer Länge {\displaystyle sl=2}. Metabelsche Vertices sind durch schwarze Kreisscheiben repräsentiert, im Gegensatz zu Kontur-Quadraten, die abelsche Gruppen symbolisieren. In Abbildung 4 bezeichnen kleinere schwarze Kreisscheiben solche metabelschen 3-Gruppen, deren sämtliche maximalen Untergruppen nicht-abelsch sind, ein neues Phänomen, welches für die metabelschen 2-Gruppen in Abbildung 3 noch nicht auftritt, weil sie alle eine abelsche Untergruppe vom Index {\displaystyle p} besitzen (üblicherweise genau eine). Der Koklassen-Baum im Graphen {\displaystyle {\mathcal {G}}(2,1)}, beziehungsweise {\displaystyle {\mathcal {G}}(3,1)}, hat die periodische Wurzel {\displaystyle \langle 8,3\rangle } und Periodizität der Länge {\displaystyle 1}, beginnend mit Zweig {\displaystyle {\mathcal {B}}(3)},
beziehungsweise die periodische Wurzel {\displaystyle \langle 81,9\rangle }, also Periodizität der Länge {\displaystyle 2} setzt hier erst mit Zweig {\displaystyle {\mathcal {B}}(4)} ein.
Beide Bäume besitzen Zweige global beschränkter Tiefe {\displaystyle 1}, sodass also ihre virtuelle Periodizität tatsächlich sogar eine strenge Periodizität ist.
Wesentlich komplexer ist die Struktur des (einzigen) Koklassen-Baums im Graphen {\displaystyle {\mathcal {G}}(p,1)} mit {\displaystyle p\geq 5}, denn dieser hat unbeschränkte Tiefe und enthält auch nicht-metabelsche Gruppen. Jeder Baum mit {\displaystyle p\geq 7} hat sogar unbeschränkte Breite, das heißt, die Anzahl der Nachfolger einer festen Ordnung nimmt mit wachsender Ordnung unbeschränkt zu.
Mit Hilfe der Kerne und Ziele von Artin-Verlagerungen können die Diagramme in den Abbildungen 2 und 3 mit zusätzlicher Information bereichert und als strukturierte Stammbäume dargestellt werden.
Die konkreten Prototypen {\displaystyle {\mathcal {G}}(2,1)} und {\displaystyle {\mathcal {G}}(3,1)} von Koklassen-Graphen bieten die Gelegenheit, eine parametrisierte polyzyklische Potenz-Kommutator Präsentation
für den vollständigen Koklassen-Baum {\displaystyle {\mathcal {T}}^{1}(W)\subset {\mathcal {G}}(p,1)}, {\displaystyle p\in \lbrace 2,3\rbrace }, anzugeben. Auf diese Kompression unbeschränkter Informationen über unendlich viele Gruppen in eine endliche Formel wurde bereits in the Einleitung als großer Vorteil des Stammbaum-Konzepts und als Folge der Periodizität des gesamten Koklassen-Baums hingewiesen. In beiden Fällen werden die Gruppen {\displaystyle G\in {\mathcal {T}}^{1}(W)} von zwei Elementen {\displaystyle x,y} erzeugt, aber die Präsentation enthält zusätzlich eine Reihe von höheren Kommutatoren {\displaystyle s_{j}=\lbrack s_{j-1},x\rbrack }, {\displaystyle 3\leq j\leq n-1=\mathrm {cl} (G)}, die mit dem Hauptkommutator {\displaystyle s_{2}=\lbrack y,x\rbrack } beginnt. Die Nilpotenz wird formal durch die Relation {\displaystyle s_{n}=1} ausgedrückt, wenn die Gruppe von der Ordnung {\displaystyle \vert G\vert =p^{n}} ist.

Abbildung 3: Koklassen-Graph endlicher 3-Gruppen mit Koklasse 1

Für {\displaystyle p=2} gibt es zwei Parameter {\displaystyle 0\leq w,z\leq 1} und die pc-Präsentation ist gegeben durch
{\displaystyle (13)\qquad G^{n}(z,w)=\langle x,y,s_{2},\ldots ,s_{n-1}\mid x^{2}=s_{n-1}^{w},\ y^{2}=s_{2}^{-1}s_{n-1}^{z},\ \lbrack s_{2},y\rbrack =1,s_{2}=\lbrack y,x\rbrack ,\ s_{j}=\lbrack s_{j-1},x\rbrack {\text{ for }}3\leq j\leq n-1\rangle }
Die 2-Gruppen maximaler Klasse, das heißt von Koklasse {\displaystyle 1}, bilden drei periodische unendliche Folgen,
- Diedergruppen, {\displaystyle D(2^{n})=G^{n}(0,0)}, {\displaystyle n\geq 3}, welche die Hauptlinie bilden (mit unendlich erweiterbaren Vertices),
- Verallgemeinerte Quaternionengruppen, {\displaystyle Q(2^{n})=G^{n}(0,1)}, {\displaystyle n\geq 3}, welche sämtlich terminale Vertices sind,
- Semidiedergruppen, {\displaystyle S(2^{n})=G^{n}(1,0)}, {\displaystyle n\geq 4}, welche ebenfalls Blätter sind.

Für {\displaystyle p=3} braucht man drei Parameter, {\displaystyle 0\leq a\leq 1} und {\displaystyle -1\leq w,z\leq 1}, und die PC-Präsentation ist gegeben durch
{\displaystyle (14)\qquad G_{a}^{n}(z,w)=\langle x,y,s_{2},\ldots ,s_{n-1}\mid x^{3}=s_{n-1}^{w},\ y^{3}=s_{2}^{-3}s_{3}^{-1}s_{n-1}^{z},\ \lbrack y,s_{2}\rbrack =s_{n-1}^{a},s_{2}=\lbrack y,x\rbrack ,\ s_{j}=\lbrack s_{j-1},x\rbrack {\text{ for }}3\leq j\leq n-1\rangle }
Die 3-Gruppen mit Parameter {\displaystyle a=0} besitzen eine abelsche maximale Untergruppe, jene mit Parameter {\displaystyle a=1} haben keine. Genauer ausgedrückt ist eine existierende abelsche maximale Untergruppe eindeutig bestimmt, mit Ausnahme der zwei extra-speziellen Gruppen {\displaystyle G_{0}^{3}(0,0)} and {\displaystyle G_{0}^{3}(0,1)}, bei denen alle vier maximalen Untergruppen abelsch sind.
Im Gegensatz zu jeder größeren Koklasse {\displaystyle r\geq 2} enthält der Koklassen-Graph {\displaystyle {\mathcal {G}}(p,1)} ausschließlich {\displaystyle p}-Gruppen {\displaystyle G} mit Kommutator-Quotient {\displaystyle G/G^{\prime }} des Typs {\displaystyle (p,p)}, mit Ausnahme seines einzigen isolierten Vertex {\displaystyle C_{p^{2}}}. Der Fall {\displaystyle p=2} ist ausgezeichnet durch die Gültigkeit der umgekehrten Aussage: Jede beliebige 2-Gruppe mit Abelisierung des Typs {\displaystyle (2,2)} ist von der Koklasse {\displaystyle r=1} (Theorem von O. Taussky).

Abbildung 5: Schnittstelle zwischen 3-Gruppen der Koklasse 1 und 2

### Koklasse 2
Die Genese des Koklassen-Graphen {\displaystyle {\mathcal {G}}(p,r)} mit {\displaystyle r\geq 2} ist nicht uniform, weil {\displaystyle p}-Gruppen mit mehreren verschiedenen Abelisierungen zu seiner Konstitution beitragen. Für die Koklasse {\displaystyle r=2} hat man essentielle Beiträge durch Gruppen {\displaystyle G} mit Abelisierungen {\displaystyle G/G^{\prime }} der Typen {\displaystyle (p,p)}, {\displaystyle (p^{2},p)}, {\displaystyle (p,p,p)}, und einen isolierten Beitrag von der zyklischen Gruppe {\displaystyle C_{p^{3}}} der Ordnung {\displaystyle p^{3}}:
{\displaystyle (15)\qquad {\mathcal {G}}(p,2)={\mathcal {G}}_{(p,p)}(p,2){\dot {\cup }}{\mathcal {G}}_{(p^{2},p)}(p,2){\dot {\cup }}{\mathcal {G}}_{(p,p,p)}(p,2){\dot {\cup }}{\mathcal {G}}_{(p^{3})}(p,2)}.

#### Kommutator-Quotient vom Typ (p,p)
Im Gegensatz zu {\displaystyle p}-Gruppen der Koklasse {\displaystyle 2} mit Kommutator-Quotienten vom Typ {\displaystyle (p^{2},p)} oder {\displaystyle (p,p,p)}, die als reguläre Nachfolger abelscher {\displaystyle p}-Gruppen desselben Typs zu finden sind, entstehen {\displaystyle p}-Gruppen der Koklasse {\displaystyle 2} mit Kommutator-Quotient des Typs {\displaystyle (p,p)} als irreguläre Nachfolger einer nicht-abelschen {\displaystyle p}-Gruppe der Koklasse {\displaystyle 1}, welche noch nicht koklassen-stabil ist.
Für die Primzahl {\displaystyle p=2} gibt es überhaupt keine solchen Gruppen, weil die diedrale 2-Gruppe {\displaystyle \langle 8,3\rangle } bereits koklassen-stabil ist. Genau das ist die tiefere Ursache für das vielzitierte Taussky-Theorem. Diese bemerkenswerte Tatsache war aber Giuseppe Bagnera
schon im Jahr 1898 bewusst.
Für alle ungeraden Primzahlen {\displaystyle p\geq 3} ist die Existenz von {\displaystyle p}-Gruppen mit Koklasse {\displaystyle 2} und Kommutator-Quotient des Typs {\displaystyle (p,p)} dem Umstand zuzuschreiben, dass die Gruppe {\displaystyle B:=G_{0}^{3}(0,0)} noch nicht koklassen-stabil ist. Ihr nuklearer Rang ist {\displaystyle \nu (B)=2} und das gibt Anlass zu einer Bifurkation des Stammbaums {\displaystyle {\mathcal {T}}(B)} in zwei Koklassen-Graphen. Die reguläre Komponente {\displaystyle {\mathcal {T}}^{1}(B)} ist ein Teilbaum des einzigen Baums {\displaystyle {\mathcal {T}}^{1}(C_{p}\times C_{p})} im Koklassen-Graphen {\displaystyle {\mathcal {G}}(p,1)}. Die irreguläre Komponente {\displaystyle {\mathcal {T}}^{2}(B)} wird zu einem Teilgraphen {\displaystyle {\mathcal {G}}={\mathcal {G}}_{(p,p)}(p,2)} des Koklassen-Graphen {\displaystyle {\mathcal {G}}(p,2)}, wenn die verbindenden Kanten der Schrittweite {\displaystyle s=2} zu den irregulären unmittelbaren Nachfolgern von {\displaystyle B} entfernt werden.
Für {\displaystyle p=3} ist dieser Teilgraph {\displaystyle {\mathcal {G}}} in Abbildung 5 dargestellt. Sie zeigt die Schnittstelle zwischen endlichen 3-Gruppen mit Koklasse {\displaystyle 1} beziehungsweise {\displaystyle 2} und Kommutator-Quotient vom Typ {\displaystyle (3,3)}. Der Teilgraph {\displaystyle {\mathcal {G}}} hat sieben Vertices von drei charakteristischen Sorten auf Top-Niveau, alle von der Ordnung {\displaystyle 243=3^{5}}, also bereits von G. Bagnera entdeckt.
- Erstens gibt es zwei terminale Schur σ-Gruppen {\displaystyle \langle 243,5\rangle } und {\displaystyle \langle 243,7\rangle } im sporadischen Anteil {\displaystyle {\mathcal {G}}_{0}(3,2)} des Koklassen-Graphen {\displaystyle {\mathcal {G}}(3,2)}.
- Zweitens sind die zwei Gruppen {\displaystyle G=\langle 243,4\rangle } und {\displaystyle G=\langle 243,9\rangle } Wurzeln endlicher Bäume {\displaystyle {\mathcal {T}}^{2}(G)} im sporadischen Teil {\displaystyle {\mathcal {G}}_{0}(3,2)}. Da sie jedoch nicht koklassen-stabil sind, werden ihre vollständigen Stammbäume {\displaystyle {\mathcal {T}}(G)} unendlich.
- Drittens geben die drei Gruppen {\displaystyle \langle 243,3\rangle }, {\displaystyle \langle 243,6\rangle } und {\displaystyle \langle 243,8\rangle } Anlass zu (unendlichen) Koklassen-Bäumen, nämlich {\displaystyle {\mathcal {T}}^{2}(\langle 729,40\rangle )}, {\displaystyle {\mathcal {T}}^{2}(\langle 243,6\rangle )}, {\displaystyle {\mathcal {T}}^{2}(\langle 243,8\rangle )}, jeder davon mit metabelscher Hauptlinie, im periodischen Teil des Koklassen-Graphen {\displaystyle {\mathcal {G}}(3,2)}. Wiederum ist keine dieser drei Gruppen koklassen-stabil.

Durch Hinzunahme zusätzlicher Informationen über Kerne und Ziele von Artin-Verlagerungen werden diese Bäume zu strukturierten Stammbäumen.
Definition.
Allgemein versteht man unter einer Schur-Gruppe (von I. Schur selbst, der den Begriff prägte, noch geschlossene Gruppe genannt) eine pro-p Gruppe {\displaystyle G}, deren Relationen-Rank {\displaystyle d_{2}(G)=\mathrm {dim} _{\mathbb {F} _{p}}(\mathrm {H} ^{2}(G,\mathbb {F} _{p}))} mit ihrem Generatoren-Rank {\displaystyle d_{1}(G)=\mathrm {dim} _{\mathbb {F} _{p}}(\mathrm {H} ^{1}(G,\mathbb {F} _{p}))} übereinstimmt.
Eine σ-Gruppe ist eine pro-p Gruppe {\displaystyle G} mit einem Automorphismus {\displaystyle \sigma \in \mathrm {Aut} (G)}, der auf dem Kommutator-Quotienten {\displaystyle G/G^{\prime }} die Inversion {\displaystyle x\mapsto x^{-1}} induziert.
Schließlich versteht man unter einer Schur σ-Gruppe eine Schur-Gruppe {\displaystyle G}, die zugleich eine σ-Gruppe ist und eine endliche Abelianisierung {\displaystyle G/G^{\prime }} besitzt.
Als Warnung sei erwähnt, dass die Gruppe {\displaystyle \langle 243,3\rangle } keine Wurzel eines Koklassen-Baums ist, denn ihr unmittelbarer Nachfolger {\displaystyle \langle 729,40\rangle }, der die Wurzel eines Koklassen-Baums mit metabelschen Hauptlinien-Vertices ist, besitzt zwei Geschwister {\displaystyle \langle 729,35\rangle }, beziehungsweise {\displaystyle \langle 729,34\rangle }, die Anlass geben zu einem einzelnen, beziehungsweise drei, Koklassen-Bäumen mit nicht-metabelschen Hauptlinien-Vertices (alle mit zyklischem Zentrum der Ordnung {\displaystyle 3})
und Zweigen von beträchtlicher Komplexität, die aber dennoch beschränkte Tiefe {\displaystyle 5} aufweisen.
| Parameter {\displaystyle (f,g,h)} | Abelisierung {\displaystyle G/G^{\prime }} | Klasse-2 Quotient {\displaystyle G/\gamma _{3}(G)} | Klasse-3 Quotient {\displaystyle G/\gamma _{4}(G)} | Klasse-4 Quotient {\displaystyle G/\gamma _{5}(G)} |
| --------------------------------- | ------------------------------------------ | -------------------------------------------------- | -------------------------------------------------- | -------------------------------------------------- |
| {\displaystyle (0,1,0)}           | {\displaystyle (3,3)}                      | {\displaystyle \langle 27,3\rangle }               | {\displaystyle \langle 243,3\rangle }              | {\displaystyle \langle 729,40\rangle }             |
| {\displaystyle (0,1,2)}           | {\displaystyle (3,3)}                      | {\displaystyle \langle 27,3\rangle }               | {\displaystyle \langle 243,6\rangle }              | {\displaystyle \langle 729,49\rangle }             |
| {\displaystyle (1,1,2)}           | {\displaystyle (3,3)}                      | {\displaystyle \langle 27,3\rangle }               | {\displaystyle \langle 243,8\rangle }              | {\displaystyle \langle 729,54\rangle }             |
| {\displaystyle (1,0,0)}           | {\displaystyle (9,3)}                      | {\displaystyle \langle 81,3\rangle }               | {\displaystyle \langle 243,15\rangle }             | {\displaystyle \langle 729,79\rangle }             |
| {\displaystyle (0,0,1)}           | {\displaystyle (9,3)}                      | {\displaystyle \langle 81,3\rangle }               | {\displaystyle \langle 243,17\rangle }             | {\displaystyle \langle 729,84\rangle }             |
| {\displaystyle (0,0,0)}           | {\displaystyle (3,3,3)}                    | {\displaystyle \langle 81,12\rangle }              | {\displaystyle \langle 243,53\rangle }             | {\displaystyle \langle 729,395\rangle }            |

#### Pro-3-Gruppen der Koklasse 2 mit nicht-trivialem Zentrum
B. Eick, C. R. Leedham-Green, M. F. Newman und E. A. O’Brien
konstruierten im Jahr 2013 eine Familie unendlicher pro-3-Gruppen mit Koklasse {\displaystyle 2} und nicht-trivialem Zentrum der Ordnung {\displaystyle 3}. Die Mitglieder der Familie sind durch drei Parameter {\displaystyle (f,g,h)} charakterisiert. Ihre endlichen Quotienten erzeugen alle Hauptlinien-Vertices mit bizyklischem Zentrum des Typs {\displaystyle (3,3)} von sechs Koklassen-Bäumen im Koklassen-Graph {\displaystyle {\mathcal {G}}(3,2)}. Die Assoziation der drei Parameter zu den Wurzeln dieser sechs Bäume ist in Tabelle 1 angegeben. Die Baumdiagramme, mit Ausnahme der Abelisierung {\displaystyle (3,3,3)}, sind in den Abbildungen 4 und 5 dargestellt und die parametrisierte pro-3 Präsentation ist gegeben durch
{\displaystyle (16)\qquad G(f,g,h)=\langle a,t,z\mid a^{3}=z^{f},\ \lbrack t,t^{a}\rbrack =z^{g},\ t^{1+a+a^{2}}=z^{h},z^{3}=1,\ \lbrack z,a\rbrack =1,\ \lbrack z,t\rbrack =1\rangle }

### Koklasse 3
Auch hier tragen wieder {\displaystyle p}-Gruppen mit mehreren verschiedenen Abelisierungen zur Konstitution des Koklassen-Graphen {\displaystyle {\mathcal {G}}(p,3)} bei. Es gibt reguläre, beziehungsweise irreguläre, wesentliche Beiträge von Gruppen {\displaystyle G} with Kommutator-Quotienten {\displaystyle G/G^{\prime }} der Typen {\displaystyle (p^{3},p)}, {\displaystyle (p^{2},p^{2})}, {\displaystyle (p^{2},p,p)}, {\displaystyle (p,p,p,p)}, beziehungsweise {\displaystyle (p,p)},  {\displaystyle (p^{2},p)}, {\displaystyle (p,p,p)}, und einen isolierten Beitrag durch die zyklischen Gruppe {\displaystyle C_{p^{4}}} der Ordnung {\displaystyle p^{4}}.

#### Kommutator-Quotient vom Typ (p,p,p)
Weil die elementar-abelsche {\displaystyle p}-Gruppe {\displaystyle C_{p}\times C_{p}\times C_{p}} vom Rang {\displaystyle 3}, das heißt, die Gruppe {\displaystyle \langle 8,5\rangle } für {\displaystyle p=2}, beziehungsweise die Gruppe {\displaystyle \langle 27,5\rangle } für {\displaystyle p=3}, nicht koklassen-stabil ist, gibt sie Anlass zu einer Multifurkation. Die reguläre Komponente {\displaystyle {\mathcal {T}}^{2}(C_{p}\times C_{p}\times C_{p})} ist im Abschnitt über Koklasse {\displaystyle 2} beschrieben worden. Die irreguläre Komponente {\displaystyle {\mathcal {T}}^{3}(C_{p}\times C_{p}\times C_{p})} wird zu einem Teilgraphen {\displaystyle {\mathcal {G}}={\mathcal {G}}_{(p,p,p)}(p,3)} des Koklassen-Graphen {\displaystyle {\mathcal {G}}(p,3)}, wenn man die verbindenden Kanten mit Schrittweite {\displaystyle s=2} der irregulären unmittelbaren Nachfolger von {\displaystyle C_{p}\times C_{p}\times C_{p}} entfernt.
Für {\displaystyle p=2} ist dieser Teilgraph {\displaystyle {\mathcal {G}}} in Abbildung 6 enthalten.
Er besitzt neun Top Level Vertices der Ordnung {\displaystyle 32=2^{5}}, welche man in terminale und erweiterbare Vertices einteilen kann.
- Die zwei Gruppen {\displaystyle \langle 32,32\rangle } und {\displaystyle \langle 32,33\rangle } sind terminal.
- Die fünf Gruppen {\displaystyle \langle 32,27..31\rangle } und die zwei Gruppen {\displaystyle \langle 32,34..35\rangle } sind unendlich erweiterbar.

Die aus den erweiterbaren Vertices entstehenden Bäume stehen auf folgende Weise in Zusammenhang mit unendlichen pro-2 Gruppen von M. F. Newman und E. A. O'Brien.
{\displaystyle \langle 32,28\rangle } gibt Anlass zu zwei Bäumen,
{\displaystyle {\mathcal {T}}^{3}(\langle 64,140\rangle )} assoziiert mit der Familie {\displaystyle \#73}, und
{\displaystyle {\mathcal {T}}^{3}(\langle 64,147\rangle )} assoziiert mit der Familie {\displaystyle \#74}.
{\displaystyle {\mathcal {T}}^{3}(\langle 32,29\rangle )} ist assoziiert mit der Familie {\displaystyle \#75}.
{\displaystyle {\mathcal {T}}^{3}(\langle 32,30\rangle )} ist assoziiert mit der Familie {\displaystyle \#76}.
{\displaystyle {\mathcal {T}}^{3}(\langle 32,31\rangle )} ist assoziiert mit der Familie {\displaystyle \#77}.
{\displaystyle \langle 32,34\rangle } gibt Anlass zu
{\displaystyle {\mathcal {T}}^{3}(\langle 64,174\rangle )} assoziiert mit der Familie {\displaystyle \#78}. Schließlich ist
{\displaystyle {\mathcal {T}}^{3}(\langle 32,35\rangle )} assoziiert mit der Familie {\displaystyle \#79}.
| SmallGroups Identifier von Q          | Hall Senior Klassifikation von Q | Schur Multiplikator {\displaystyle {\mathcal {M}}(Q)} | 2-Rang von G' {\displaystyle r_{2}(G^{\prime })} | 4-Rang von G' {\displaystyle r_{4}(G^{\prime })} | Maximum von {\displaystyle r_{2}(H_{i}/H_{i}^{\prime })} |
| ------------------------------------- | -------------------------------- | ----------------------------------------------------- | ------------------------------------------------ | ------------------------------------------------ | -------------------------------------------------------- |
| {\displaystyle \langle 32,32\rangle } | 32.040                           | {\displaystyle (2)}                                   | {\displaystyle 2}                                | {\displaystyle 0}                                | {\displaystyle 2}                                        |
| {\displaystyle \langle 32,33\rangle } | 32.041                           | {\displaystyle (2)}                                   | {\displaystyle 2}                                | {\displaystyle 0}                                | {\displaystyle 2}                                        |
| {\displaystyle \langle 32,29\rangle } | 32.037                           | {\displaystyle (2,2)}                                 | {\displaystyle 2}                                | {\displaystyle 1}                                | {\displaystyle 3}                                        |
| {\displaystyle \langle 32,30\rangle } | 32.038                           | {\displaystyle (2,2)}                                 | {\displaystyle 2}                                | {\displaystyle 1}                                | {\displaystyle 3}                                        |
| {\displaystyle \langle 32,35\rangle } | 32.035                           | {\displaystyle (2,2)}                                 | {\displaystyle 2}                                | {\displaystyle 1}                                | {\displaystyle 3}                                        |
| {\displaystyle \langle 32,28\rangle } | 32.036                           | {\displaystyle (2,2,2)}                               | {\displaystyle 2}                                | {\displaystyle 2}                                | {\displaystyle 3}                                        |
| {\displaystyle \langle 32,27\rangle } | 32.033                           | {\displaystyle (2,2,2,2)}                             | {\displaystyle 3}                                | {\displaystyle 2} or {\displaystyle 3}           | {\displaystyle 4}                                        |

#### Hall-Senior-Klassifikation von 2-Gruppen
Sieben von diesen neun Top-Level-Vertices sind von E. Benjamin, F. Lemmermeyer und C. Snyder untersucht worden
im Hinblick auf ihr Vorkommen als Klasse-2-Quotienten {\displaystyle Q=G/\gamma _{3}(G)}
größerer metabelscher 2-Gruppen {\displaystyle G} des Typs {\displaystyle (2,2,2)} und mit Koklasse {\displaystyle 3},
die exakt die Mitglieder der Stammbäume der sieben Vertices sind.
Diese Autoren verwenden die Klassifikation der 2-Gruppen von M. Hall und J. K. Senior,
die in Tabelle 2 in Korrespondenz mit der SmallGroups Library
gesetzt wird.
Die Komplexität der Stammbäume dieser sieben Vertices wächst mit den 2-Rängen und 4-Rängen, die in Tabelle 2 angegeben sind.
Dort werden die maximalen Untergruppen vom Index {\displaystyle 2} in {\displaystyle G} mit {\displaystyle H_{i}} bezeichnet, für {\displaystyle 1\leq i\leq 7}.

## Geschichte
Stammbäume mit Zentralquotienten als Vorgängern (V1) kommen implizit im Artikel
über Isoklinie von Gruppen von P. Hall aus dem Jahr 1940 vor. Bäume mit dem Quotienten nach der letzten nicht-trivialen unteren Zentrale als Vorgänger (V2) wurden erstmals von C. R. Leedham-Green am International Congress of Mathematicians, 1974 in Vancouver vorgestellt.
Die ersten umfangreichen Baumdiagramme sind manuell angefertigt worden von J. A. Ascione, G. Havas und C. R. Leedham-Green (1977),
von J. A. Ascione (1979),
und von B. Nebelung (1989).
In den ersteren beiden Fällen wurde, im Hinblick auf computertechnische Vorteile, die Vorgänger-Definition mittels der unteren Exponent-p Zentralreihe (V3) benützt. Im letzteren Fall, wo theoretische Aspekte im Brennpunkt lagen, wurden die Vorgänger in Bezug auf die gewöhnliche untere Zentralreihe (V2) definiert.